# جرمی بیتس (تنیس‌باز)
 جرمی بیتس (انگلیسی: Jeremy Bates؛ زاده ۱۹ ژوئن ۱۹۶۲) یک تنیس‌باز اهل بریتانیا است.